# Martin Desmond Roe
Martin Desmond Roe (* in Bristol) ist ein britisch-US-amerikanischer Filmproduzent und -regisseur.

## Leben
Martin Desmond Roe studierte Latein und Altgriechisch am Sommerville College in Oxford und schloss sein Studium mit einem Bachelor in Altsprachen ab. Während seines Studiums interessierte er sich für Theater und Film.  Er zog dann nach Los Angeles und studierte Kino und Fernsehen an der USC School of Cinematic Arts. 2008 schloss er mit einem Master of Fine Arts ab.
Anschließend gründete er die Produktionsgesellschaft Dirty Robber zusammen mit Charles Haine. Die Firma hat ein breites Spektrum, von Werbefilmen bis Spielfilmen 2012 gelang ihm der Durchbruch mit dem Drehbuch und der Produktion des Kurzfilms Buzkashi Boys, der bei der Oscarverleihung 2013 als Bester Kurzfilm nominiert war.
2017, nach einer Reihe von Werbespots für Nike bekam er ein Angebot für eine Sportdokumentation namens Breaking2.  Bei dieser Kurz-Dokumentation, die die Marathonläufer Eliud Kipchoge, Lelisa Desisa und Zersenay Tades  zeigte, führte er Regie. Der Clip gewann einige Preise der Werbeindustrie darunter einen Goldenen Löwen beim Cannes Lions International Festival of Creativity. Es folgte die Produktion der Miniserie Tom vs. Time für NBC Sports, die den Emmy Award for Outstanding Serialized Sports Documentary gewann. Außerdem produzierte er für Showtime einen Dokumentarfilm über Kobe Bryant.
2020 war er Koregisseur beim Kurzfilm Two Distant Strangers, der sich mit Polizeigewalt auseinandersetzt. Die Hauptrolle übernahm Joey Badass. Der Film wurde als Bester Kurzfilm bei der Oscarverleihung 2021 ausgezeichnet.

## Filmografie
- 2012: Buzkashi Boys (Ko-Produzent, Ko-Autor)
- 2015: Kobe Bryant’s Muse (Fernsehfilm, Produktion)
- 2016: Religion of Sports (Produzent, Regie, Drehbuch)
- 2017: Uninterrupted Presents (Produktion, 2 Episoden)
- 2017: Breaking 2 (Regie)
- 2018: Shut Up and Dribble (Miniserie, Produzent)
- 2019: Why We Fight (Serie, Produzent)
- 2019: Wiz Khlafia: Behind the Cam  (Miniserie, Regie)
- 2020: We Are the Champions (Miniserie, Regisseur von zwei Episoden und Produzent)
- 2020: Two Distant Strangers (Ko-Regie)